# Ortodox templom (Mala Črešnjevica)
A 318 Szent Egyházatya-templom Horvátországban, a Verőce-Drávamente megyei, Mala Črešnjevica település szerb ortodox temploma.

## Fekvése
A Mala Črešnjevica-i ortodox templom a falu közepén, egy nagyobb dombon áll, amely a mai temetőnek is otthont ad. A domb magassága 172 méter, melyet ma aszfaltút vesz körül, amely mellett a falu házainak egy része is található. A domb tetejéről, amelyen a templom található nyugodt időben több mint 20 kilométeres távolságra is ellátni. 

## Története
A levéltári adatok alapján a mai pravoszláv templom 1722-1723-ban épült, azonban ugyanazon a helyen a középkorban a Szent Mártonnak szentelt római katolikus templom állt. Ez a templom 1330 körül már állt. Valószínűleg a 14. század első felében építtette Sándor, Moys varasdi ispán fia, aki a falu és „Cheresneu” várának ura volt, melyen belül egykor a templom állt. A Szent Márton templomot már 1334-ben említi Ivan gorai főesperes a zágrábi egyházmegye plébániatemplomai között. 1501-ben plébánosa egy Mátyás nevű pap volt.
A török 1552-ben Verőce várának elfoglalása után szállta meg. Még a 16. század második felében uszkókok telepedtek itt le. A korabeli források szerint Mala Črešnjevicát 1606-ban zenggi uszkókok lakták. A 17. század folyamán egy nagyobb csoport pravoszláv vlach betelepülő érkezett a faluba. A hagyomány szerint ők a falutól délre emelkedő Okrugli breg nevű magaslat környékén az erdőben telepedtek le, majd 1695 és 1698 között megalapították Črešnjevica  nevű településüket, melyet a katonai határőrvidékhez, azon belül is a Szentgyörgyvári ezredhez csatoltak.
A Mala Crešnjevica körüli falvakba a 18. század elejéig sok ortodox ember vándorolt be, majd úgy döntöttek, hogy új templomot építenek, valamint létrehoznak egy parókiát, amelyhez Mala és Velika Crešnjevica, Grabrovnica, Dinjevac, Pitomacsa és Ribnjačka, valamint Gorbonok és Otrovanec települések tartoztak. 1763-ban a templomhoz tornyot is építettek. Régebben a parókia területén sok ortodox vallású ember élt, de ez a szám később jelentősen csökkent. Sokan pusztultak el a második világháború alatti harcokban és népirtásokban, később pedig a fiatalok közül sokan emigráltak. A parókia megalakulása óta a pakrác egyházmegye része volt, 1932-ben az újonnan létrehozott zágrábi egyházmegyéhez csatolták, amelynek ma is része. 1952-től nincs benne parókus, míg ma az adminisztrátori hivatalt egy belovári pap látta el. A templom aránylag jó állapotban állt az 1990-es évekig. A délszláv háború elején a templomot felrobbantották. A robbanás következtében láthatóvá váltak egyes, a barokk átépítéssel eltakart középkori gótikus részei. A faluban ma nem él számottevő pravoszláv vallású népesség. A templom ma is romos állapotban áll és állapota az idő haladtával egyre romlik.

## Leírása
A templom alapjai mellett 1984-ben végeztek ásatásokat, melyek során a stabilitás megőrzése érdekében több helyen betonnal erősítették meg őket. Megállapították, hogy mélységük több mint egy méter, melyből néhány centiméter emelkedik ki a földből. A téglából épített alapfalak vastagsága 110 cm, míg a falak valamivel vékonyabbak, 100 cm szélesek. Mivel a régészek szondákat nem ástak, nem lehetett megállapítani, hogy régebbi építményen alapulnak-e.  A templom 20 méter hosszú, szélessége 9,6 méter, az apszis szélessége 6,4 méter, hosszúsága 4,5 méter. A hajóban belülről hozzáfalazott oszlopok vannak, melyek a boltozatot tartják. Közülük három az északi, egy a déli, kettő a nyugati falon található. A fal magassága a hajóban 8,5 méter, az apszisban 6,5 méter. A torony falai 50 cm vastagok és a keresztig 27 méter magas, melyből a toronysisak 9 méter volt. Ma a toronyról hiányzik a toronysisak. A torony szélessége 4,3 méter. 
A templom egyhajós, boltozata két részből álló dongaboltozat volt. Hasonló formájúak voltak a kórus és az apszis boltozatai is, csak alacsonyabbak. A tetőszerkezet sz északi és a déli falon nyugodott. Ma a boltozatok és a tető is teljesen hiányzik. Az apszis területe 25 m2, kívülről háromoldalú. A hajótól az ikonosztáz választotta el. Falain négy kis fülke volt kialakítva, melyben a szakrális tárgyak voltak elhelyezve. Az apszis közepén áll a falazott oltár, melynek menzája 110x110 cm. Mivel az apszis és a hajó fala között rés nem látható, megállapítható, hogy együtt épültek.  A kórust négy oszlop tartja, melyek egyúttal a torony tartóoszlopai is. a kórusra a lépcsők az északi sarokban vezetnek fel. A hajó déli oldalán két négyzet alakú ablak van, míg két hasonló, de kisebb méretű az apszis déli és keleti oldalán. Egy ablak a nyugati falon is van a torony és a kórus alatt. A tornyon egy kisebb rozetta van, mely a mennyezetet világította meg. A tornyon a harangok magasságában három boltíves ablak van. 
A templom különlegessége, hogy a hajóban egy kút található, melynek mélysége 330 cm, szélessége 100 cm. Oldalai téglával falazottak, pedig tetején pedig fa védőkerítés van, de ma már nincs benne víz. Az alját nem kutatták és célja is kérdéses maradt. Lehetett vízkút, kripta, víztartály, hely gyógyhomok vagy iszap kinyerésére, esetleg a földalatti folyosó kezdete a templom titkos kijáratához, mely menedékhelyként szolgálna a támadás idején. Felmerül az a lehetőség is, hogy a templom helyén állt ősi vár ciszternája volt.
A templom berendezéséből mára semmi sem maradt. Legértékesebb része az ikonosztáz volt, mely fából készült és felső részén félkörben kerekített volt. A presbitériumba három ajtó vezetett rajta. Összesen 55 szakrális tartalmú, meglehetősen sötét festményt tartalmazott. 18. századi festőművészek munkái voltak. Rajta kívül még három vászonra festett (Szent György, Krisztus a kereszttel és Szent Miklós), és egy fára festett olajfestmény (Krisztus tartja a földgömböt) volt a templomban. Valamennyi a 18. század végéről származott. Nyolc kisebb festményt fémlemezre festettek, ezek a 19. század végén készültek. A templom 35 szakrális könyve közül 16 biztosan 18. századi volt, a legrégebbi 1739-ben készült, többnyire orosz eredetűek voltak.